# Andriej Diemankin
Andriej Władimirowicz Diemankin (ros. Андрей Владимирович Деманкин; ur. 10 kwietnia 1981) – rosyjski zapaśnik walczący w stylu klasycznym. Wojskowy mistrz świata w 2005. Brązowy medalista uniwersyteckich mistrzostwach świata z 2006. Mistrz świata juniorów w 2001. Trzeci na mistrzostwach Rosji w 2005 roku.